# Juan de Bilbao
Juan de Bilbao (Salamanca), franciscano español. Se le atribuye ser uno de los teóricos e iniciadores del movimiento comunero castellano.
Con los dominicos como Alonso de Medina y Alonso de Bustillo, Juan de Bilbao se erigió como teórico de la revolución e iniciador del movimiento, con su carta de reivindicaciones elevada a las Cortes en febrero de 1520. 